# Frederick (prénom)
Pour les articles homonymes, voir Frederick.
Frederick est un prénom masculin anglais et provenant du prénom allemand Friedrich. Frederick provient de l'allemand frid (paix) et ric (monarque ou pouvoir).

## Prénom

### A-B
- Frederick Abberline (1843-1929), inspecteur et chef de police londonien
- Frederick Augustus Abel (1827-1902), chimiste britannique
- Frederick Adam (1784-1853), major-général anglais de la bataille de Waterloo
- Frederick Aiken (1832-1878), avocat et journaliste américain
- Frederick Matthias Alexander (1869-1955), acteur et pédagogue australien
- Frederick Lewis Allen (1890-1954), éditeur américain
- Frederick Anson (1811-1885), pasteur britannique
- Frederick Scott Archer (1813-1857), photographe britannique
- Frederick Stanley Arnot (1858-1914), missionnaire écossais en Afrique
- Frederick Manson Bailey (1827-1915), botaniste australien
- Frederick Markham Bailey (1882-1967), officier et botaniste britannique
- Frederick Banting (1891-1941), médecin et scientifique canadien
- Frederick Barclay (né en 1934), homme d'affaires britannique
- Frederick Bardens (1859-1930), entrepreneur britannique
- Frederick Barrett (1883-1931), ouvrier et marin britannique dans le Titanic
- Frederick Bates
- Frederick William Beechey (1796-1856), capitaine de marine britannique
- Frederick Bellenger (1894-1968), homme politique britannique
- Frederick Benteen (1834-1898), militaire américain de la guerre de Sécession
- Frederick Beunckens (1938-2009), peintre belge
- Frederick Bock (1918-2000), scientifique et pilote américain
- Frederick Orpen Bower (1855-1948), botaniste britannique
- Frederick Brooks (né en 1931), ingénieur et informaticien américain
- Frederick Brown (1851-1941), peintre et professeur de beaux-arts britannique
- Frederick Burkhardt (1912-2007), philosophe et historien des sciences américain
- Frederick Busch (1941-2006), écrivain américain
- Frederick Butterfield (1864-1974), supercentenaire britannique

### C-D-E
- Frederick Cambridge (1907-1940), membre britannique de la famille royale
- Frederick Campbell
- Frederick Cavendish (1836-1882), homme politique britannique
- Frederick Chien (né en 1935), homme politique taïwanais
- Frederick Chiluba (1943-2011), homme d'État et président zambien
- Frederick Coffin (1943-2003), acteur américain
- Frederick Cook (1865-1940), explorateur polaire américain
- Frederick Cooper (né en 1947), historien américain sur la colonisation africaine
- Frederick Copleston (1907-1994), prêtre jésuite et philosophe anglais
- Frederick de Cordova (1910-2001), réalisateur et producteur américain
- Frederick Cornwallis (1713-1783), ecclésiastique britannique
- Frederick Cottrell (1877-1948), électrochimiste américain
- Frederick Vernon Coville (1867-1937), botaniste américain
- Frederick Coyett (c. 1615-1687), administrateur néerlandais à Taïwan
- Frederick Crocker (1821-1911), commandant américain de la marine
- Frederick C. Davis (1902-1977), auteur américain de romans policiers
- Frederick Deacon (1829-1875), maître d'échecs anglais
- Frederick Delius (1862-1934), compositeur post-romantique britannique
- Frederick Victor Dickins (1838-1915), chirurgien et barrister britannique
- Frederick Douglass (1817/18-1895), orateur abolitionniste américain
- Frederick Eaton (1856-1934), maire américain de Los Angeles
- Frederick Elmes (né en 1946), directeur de photographie américain
- Frederick H. Evans (1853-1943), photographe anglais
- Frederick Evelyn (1734-1812), aristocrate britannique
- Frederick Exley (1929-1992), auteur américain

### F-G-H
- Frederick William Faber (1814-1863), poète et théologien britannique
- Frederick Fisher (1894-1915), soldat canadien
- Frederick Feary (1910-1994), boxeur américain
- Frederick Fleet (1887-1965), marin britannique sur le Titanic
- Frederick Forsyth (né en 1938), journaliste et romancier britannique
- Frederick William Franz (1893-1992), administrateur de société américain
- Frederick Carl Frieseke (1874-1939), peintre impressionniste américain
- Frederick T. Frelinghuysen (1817-1885), homme politique américain du New Jersey
- Frederick Furnivall (1825-1910), grammairien anglais
- Frederick Gardiner (1850-1919), explorateur et alpiniste britannique
- Frederick T. Gates (1853-1929), théologien et conseiller américain
- Frederick Giermann (1902-1985), acteur allemand
- Frederick Greenwood (1830-1909), journaliste et écrivain anglais
- Frederick D. Gregory (né en 1941), astronaute américain
- Frederick Griffith (1879-1941), médecin et bactériologue anglais
- Frederick Philip Grove (1879-1948), écrivain réaliste canadien
- Frederick Guthrie (1833-1886), professeur et essayiste britannique
- Frederick Gye (1810-1878), homme d'affaires et directeur d'opéra anglais
- Frederick Hagan (1918-2003), peintre contemporain canadien
- Frederick Haldimand (1718-1791), officier et administrateur colonial britannique
- Frederick Hart (1943-1999), sculpteur américain
- Frederick Heriot (1786-1843), homme d'affaires et politique bas-canadien
- Frederick Herzberg (1923-2000), psychologue américain
- Frederick Heyliger (1916-2001), officier américain de la Seconde Guerre mondiale
- Frederick Holder (1850-1909), premier ministre australien de l'Australie-Méridionale
- Frederick William Hope (1797-1862), zoologiste britannique
- Frederick de Houtman (1571-1627), explorateur néerlandais

### I-J-K-L
- Frederick Ingersoll (1876-1927), inventeur américain et concepteur de parcs d'attractions
- Frederick Ion (1886-1964), joueur et arbitre canadien de crosse
- Frederick Jacobi (1891-1952), compositeur et enseignant américain
- Frederick W. Johnson (1917-1993), homme politique canadien de Saskatchewan
- Frederick McKinley Jones (1893-1961), inventeur afro-américain
- Frederick Kellaway (1870-1933), homme politique libéral britannique
- Frederick Kemmelmeyer (c. 1760-1821), peintre allemand
- Frederick Kerr (1858-1933), acteur britannique
- Frederick Kiesler (1890-1965), architecte austro-américain
- Frederick Lablache (1815-1887), chanteur anglais
- Frederick Laforest (1864-?), homme politique canadien du Nouveau-Brunswick
- Frederick Lake (1883-1937), joueur canadien de hockey sur glace
- Frederick Lambart (1865-1946), officier britannique de la Première Guerre mondiale
- Frederick Lau (né en 1989), acteur allemand
- Frederick Leyland (1831-1892), marin britannique et collectionneur d'arts
- Frederick Pei Li (1940-2015), médecin américain =
- Frederick Lindemann (1886-1957), physicien anglais
- Frederick Loewe (1901-1988), compositeur américain
- Frederick Long (né en 1948), acteur et producteur américain
- Frederick Lorz (1884-1914), athlète marathonien américain
- Frederick Lugard (1858-1945), officier britannique et explorateur en Afrique

### M-N-O
- Frederick Mackenzie (1841-1889), homme politique canadien du Québec
- Frederick William MacMonnies (1863-1937), sculpteur et peintre américain
- Frederick Maitland
- Frederick Mallalieu (1860-1932), homme politique libéral britannique
- Frederick Manfred (1912-1994), auteur de western américain
- Frederick Marryat (1792-1848), capitaine de navire et romancier anglais
- Frederick Maude (1864-1917), commandant britannique de la Première Guerre mondiale
- Frederick Augustus Maxse (1833-1900), marin et homme politique britannique
- Frederick McCoy (1817-1899), paléontologue britannique
- Frederick McCubbin (1855-1917), peintre australien
- Frederick McEvoy (1907-1951), pilote automobile et bobeur britanno-australien
- Frederick Middleton (1825-1898), général britannique durant la Rébellion du Nord-Ouest
- Frederick Arthur Monk (1884-1954), homme politique canadien au Québec
- Frederick Debartzch Monk (1856-1914), homme politique canadien
- Frederick Montagu (1774-1827), homme politique britannique
- Frederick Morgan
- Walter Frederick Morrison (1920-2010), inventeur américain du frisbee
- Frederick Mosteller (1916-2006), statisticien américain
- Frederick Muhlenberg (1750-1801), homme politique américain de la Pennsylvanie
- Frederick Niecks (1845-1924), auteur et érudit musical allemand
- Frederick North (1732-1792), homme d'État et premier ministre de Grande-Bretagne
- Frederick Wolff Ogilvie (1893-1949), directeur général britannique de la BBC
- Frederick Law Olmsted (1822-1903), architecte-paysagiste américain
- Frederick Ouseley (1825-1889), compositeur et organiste anglais

### P-R-S
- Frederick Patrick (1916-1998), joueur et entraîneur canadien de hockey sur glace
- Frederick Stark Pearson (1861-1915), ingénieur américain en électricité
- Frederick Peel (1823-1906), homme politique libéral britannique
- Frederick Peters (1851-1919), premier ministre l'Île-du-Prince-Édouard
- Frederick Pitcher (né en 1967), homme politique nauruan
- Frederick J. Pohl (1889-1991), écrivain et dramaturge américain
- Frederick Reines (1918-1998), physicien américain
- Frederick Rentschler (1887-1956), concepteur américain de moteurs d'avion
- Frederick Rese (1791-1871), évêque catholique américain
- Frederick Roberts (1832-1914), soldat anglo-irlandais
- Frederick Rolfe (1860-1913), écrivain et peintre britannique
- Frederick Rosser (né en 1983), catcheur américain
- Frederick Rousseau (né en 1958), compositeur français
- Frederick Rowbottom (1938-2009), logicien et mathématicien anglais
- Frederick Russell (1923-2001), homme politique canadien de Terre-Neuve-et-Labrador
- Frederick Stratten Russell (1897-1984), zoologiste britannique
- Frederick Sandys (1829-1904), peintre et illustrateur britannique
- Frederick Sanger (1918-2013), biochimiste anglais
- Frederick Segura (né en 1979), coureur cycliste vénézuélien
- Frederick Seitz (1911-2008), physicien américain
- Frederick Courtney Selous (1851-1917), explorateur britannique en Afrique australe
- Frederick William Seward (1830-1915), homme politique américain
- Frederick C. Sherman (1888-1957), amiral américain de la Seconde Guerre mondiale
- Frederick Shero (1925-1990), joueur et entraîneur canadien de hockey sur glace
- Frederick Smith (1805-1879), entomologiste britannique
- Frederick Dewey Smith (1948-1994), guitariste rythmique américain
- Frederick W. Smith (né en 1944), chef d'entreprise américain
- Frederick Soddy (1877-1956), radio-chimiste britannique
- Frederick Stafford (1928-1979), acteur autrichien
- Frederick Stanley (1841-1908), homme d'État anglais au Canada
- Frederick Steele (1819-1868), major-général américain de la guerre de Sécession
- Frederick Stewart
- Frederick Stibbert (1838-1906), collectionneur d'arts et entrepreneur anglais
- Frederick Stock (1872-1942), compositeur et chef d'orchestre américain
- Frederick Stokes (1850-1929), joueur anglais de rugby
- Frederick Sturrock (1882-1959), homme d'affaires et politique sud-africain

### T-V-W-Y-Z
- Frederick Temple
- Frederick Tennyson (1807-1898), poète anglais
- Frederick Terman (1900-1982), ingénieur américain de la Silicon Valley
- Frederick Thompson
- Frederick Thurston (1901-1953), clarinettiste anglais
- Frederick Treves
- Frederick Trump (1869-1918), homme d'affaires américain
- Fréderick Tuckett (1807-1876), explorateur et topographe britannique
- Frederick Jackson Turner (1861-1932), historien américain
- Frederick Tweedie (1877-1943), homme politique canadien du Nouveau-Brunswick
- Frederick Twort (1877-1950), bactériologiste anglais
- Frederick Varley (1881-1969), peintre britannique
- Frederick Arthur Verner (1836-1928), peintre et photographe canadien
- Frederick Ko Vert (1901-1949), acteur et costumier américain
- Frederick Vezin (1859-1933), peintre allemand
- Frederick Walton (1834-1928), inventeur britannique du linoleum
- Frederick Townsend Ward (1831-1862), aventurier et mercenaire américain
- Frederick Warde (1851-1935), acteur anglais
- Frederick Judd Waugh (1861-1940), peintre et illustrateur américain
- Frederick Weining, concepteur américain de jeux
- Frederick Whitcroft (1882-1965), joueur canadien de hockey sur glace
- Frederick Wilson (1912-1994), monteur et réalisateur anglais
- Frederick Windsor (né en 1979), personnalité britannique de la famille royale
- Frederick Winslow Taylor (1856-1915), ingénieur américain et promoteur de l'organisation scientifique du travail
- Frederick Wiseman (né en 1930), réalisateur et scénariste américain
- Frederick Augustus Woodard (1854-1915), homme politique américain de Caroline du Nord
- Frederick Woodbridge (1867-1940), philosophe naturaliste américain
- Frederick Worlock (1886-1973), acteur anglais
- Frederick Eugene Wright (1877-1953), physicien et géologue américain
- Frederick Yates (1884-1932), maître d'échecs britannique
- Frederick Zugibe (1928-2013), expert américain et médecine légale

## Référence
1. ↑  Mike Campbell, « Meaning, origin and history of the name Frederick », sur Behind the Name (consulté le 28 décembre 2017)
2. ↑  (en) « 10th Century Frisian Masculine Names », sur heraldry.sca.org (consulté le 28 décembre 2017)